# Фаврія
Фаврія (італ. Favria, п'єм. Favria) — муніципалітет в Італії, у регіоні П'ємонт,  метрополійне місто Турин.
Фаврія розташована на відстані близько 550 км на північний захід від Рима, 30 км на північ від Турина.
Населення — 5202 особи (2014).
Щорічний фестиваль відбувається 29 червня. Покровитель — Петро (апостол).

## Демографія
Населення за роками:

Станом на 1 січня 2023 року в муніципалітеті офіційно проживало 413 іноземців з 33 країн, серед них 250 громадян країн Євросоюзу та 4 громадяни України.

## Сусідні муніципалітети
- Бузано
- Фронт
- Ольяніко
- Ривароло-Канавезе